# George Murphy (Spezialeffektkünstler)
George Murphy ist ein Spezialeffektkünstler.

## Leben
Murphy begann seine Karriere Anfang der 1990er Jahre und hatte sein Spielfilmdebüt als Mitarbeiter bei Industrial Light & Magic mit Steven Spielbergs Fantasyfilm Hook. Er war ein Jahrzehnt bei ILM beschäftigt, wechselte dann zu Kim Libreris ESC Entertainment und später zu Weta Workshop. Ab 2007 war er bei ImageMovers tätig. 2014 war Murphy erstmals an einer Fernsehproduktion beteiligt. Für sein Wirken an der Abenteuerserie Black Sails wurde er im selben Jahr mit dem Primetime Emmy ausgezeichnet.
1995 gewann er für Robert Zemeckis Forrest Gump gemeinsam mit Ken Ralston, Stephen Rosenbaum und Allen Hall den Oscar in der Kategorie Beste visuelle Effekte. Auch den BAFTA Film Award in der Kategorie Beste visuelle Effekte konnten sie, gemeinsam mit Doug Chiang, für sich entscheiden.

## Filmografie (Auswahl)
- 1991: Hook
- 1992: Der Tod steht ihr gut (Death Becomes Her)
- 1993: Jurassic Park
- 1994: Forrest Gump
- 1996: Mission: Impossible
- 1996: Star Trek: Der erste Kontakt (Star Trek: First Contact)
- 1998: Das Mercury Puzzle (Mercury Rising)
- 2000: Mission to Mars
- 2003: Matrix Reloaded (The Matrix Reloaded)
- 2003: Matrix Revolutions (The Matrix Revolutions)
- 2005: King Kong
- 2009: Disneys Eine Weihnachtsgeschichte (A Christmas Carol)
- 2014: Maleficent – Die dunkle Fee (Maleficent)

## Auszeichnungen (Auswahl)
- 1995: Oscar in der Kategorie Beste visuelle Effekte für Forrest Gump
- 1995: BAFTA Film Award in der Kategorie Beste visuelle Effekte für Forrest Gump